# Гарсия, Матео
Матео Эсекьель Гарсия (исп. Mateo Ezequiel García; 10 сентября 1996 года, Аргентина) — аргентинский футболист, играющий на позиции полузащитника. Ныне выступает за греческий клуб «Арис».

## Клубная карьера
Гарсия является воспитанником аргентинской команды Институто. 7 июня 2014 года дебютировал за неё в Примера B Насьональ поединком против «Дефенса и Хустисия», выйдя на замену на 89-й минуте. В сезоне 2014 года появлялся на поле дважды, начиная с сезона 2015 - основной игрок команды. 24 мая 2015 года забил свой первый мяч в профессиональном футболе в ворота «Олл Бойз». Всего за Институто провёл 42 матча, забил 3 мяча.
5 августа 2016 года стало известно, что Гарсия подписал контракт с испанским клубом «Лас-Пальмас». 10 сентября дебютировал в Ла-Лиге поединком против «Севильи», выйдя в стартовом составе и будучи заменённым на 56-й на Момо. 13 июля 2017 года отправился в аренду в «Осасуну», затем в «Алькоркон» до конца сезона, в июле 2018 года передан в аренду «Арису».